# Oborzany
Oborzany (do 1945 niem. Nabern) – wieś w Polsce położona w województwie zachodniopomorskim, w powiecie myśliborskim, w gminie Dębno. Według danych z 2012 miejscowość liczyła 539 mieszkańców.
Wieś zalicza się do ziemi lubuskiej. Od 1 połowy XIII w. znajdowała się na uposażeniu chwarszczańskich templariuszy i następnie joannitów. Od 1540 Oborzany wchodziły w skład domeny elektora brandenburskiego w Dębnie, następnie stanowiły majątek państwowy do 1945. Od 1945 leżą w granicach Polski.
Kościół zbudowany został na początku XIV w. prawdopodobnie z fundacji templariuszy, następnie przebudowany w stylu gotyckim; wieża ryglowa dobudowana w 1712.

## Nazwa
Nazwa na przestrzeni wieków: Oboran 1243; Obran 1262; Obern 1460; Nabern 1500, Nabern do 1945.
Niektóre źródła niepoprawnie identyfikują jako Oborzany wieś Oporino, wymienioną w nadaniu templariuszom przez księcia wielkopolskiego Władysława Odonica posiadłości w Wielkopolsce oraz Chwarszczan wraz z 1000 łanami ziemi między Odrą, Wartą i Myślą – jest to Oporzyn.

## Położenie
Wieś położona jest 119 km na południe od Szczecina, ok. 25 km od granicy z Niemcami oraz 2 km na zachód od Dębna.
Zgodnie z podziałem fizycznogeograficznym Polski Kondrackiego teren na którym położone są Oborzany należy do prowincji Niziny Środkowoeuropejskiej, podprowincji Pojezierza Południowobałtyckiego, makroregionu Pojezierze Południowopomorskie oraz w końcowej klasyfikacji do mezoregionu Równina Gorzowska.

## Historia

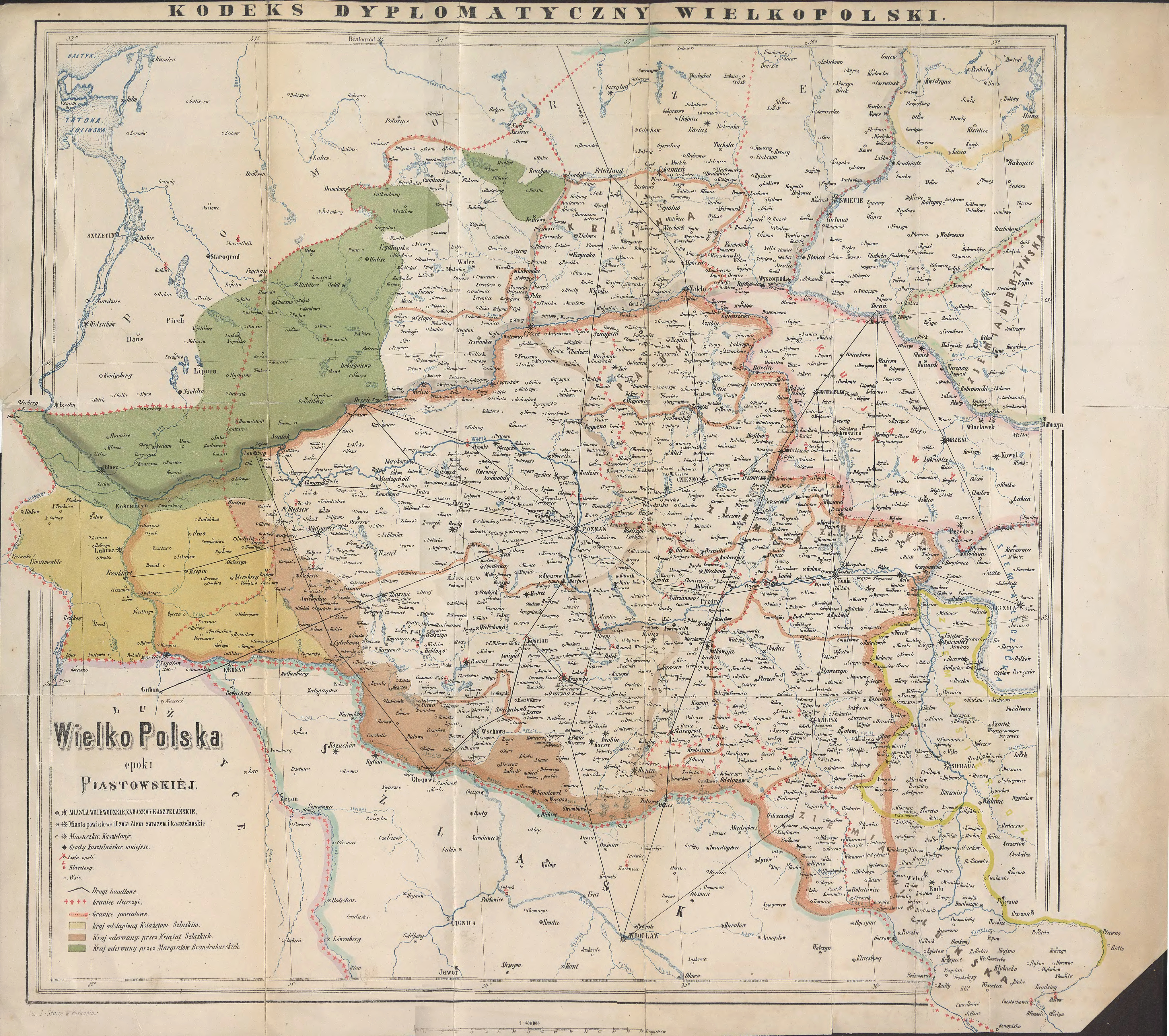
Mapa Wielkopolski epoki Piastów z XIX-wiecznego Kodeksu dyplomatycznego Wielkopolski z zaznaczonymi Oborzanami

- VIII-poł. X w. – w widłach Odry i dolnej Warty znajduje się odrębna jednostka terytorialna typu plemiennego, prawdopodobnie powiązana z plemieniem Lubuszan. Na północy od osadnictwa grupy cedyńskiej oddzielały ją puszcze mosińska (merica Massen) i smolnicka (merica Smolnitz). Mieszkańcy zajmowali się gospodarką rolniczo-hodowlaną.
- 960–972 – książę Mieszko I opanowuje tereny nadodrzańskie, obejmujące obręb późniejszej kasztelani cedyńskiej, ziemię kiniecką i kostrzyńską.
- 1005 (lub 1007) – Polska traci zwierzchność nad Pomorzem, w tym również nad terytorium w widłach Odry i dolnej Warty
- 1112-1116 – w wyniku wyprawy Bolesława Krzywoustego, Pomorze Zachodnie uznaje zwierzchność lenną Polski
- Pocz. XIII w. – obszar na północ od linii Noteci-dolnej Warty i zachód od Gwdy w dorzeczu Myśli, Drawy, środkowej Iny, stanowi część składową księstwa pomorskiego; w niewyjaśnionych okolicznościach zostaje przejęty przez księcia wielkopolskiego Władysława Laskonogiego, a następnie jego bratanka, Władysława Odonica
- 1241 (lub 1243) – wieś podarowana chwarszczańskim templariuszom wraz z Lubnem[8] przez śląskiego komesa Włosta (Własta)[9][10] zapewne jako wynagrodzenie strat poniesionych przez zakon w bitwie pod Legnicą[11]
- 1250 – margrabiowie brandenburscy z dynastii Askańczyków rozpoczynają ekspansję na wschód od Odry; z zajmowanych kolejno obszarów powstaje z czasem Nowa Marchia
- 31.12.1262 – wzmianka w dokumentach templariuszy pod nazwą Obran; Jan i Otton z dynastii askańskiej zawierają ugodę z Widekindem (Widekinusem), mistrzem templariuszy w Niemczech i krajach słowiańskich, na mocy którego templariusze w zamian za zrzeczenie się praw do miejscowości leżących przy drodze do Gorzowa (oppidum – prawdopodobnie przedlokacyjna osada targowa pod Kostrzynem, Kłośnica, Warniki, Dąbroszyn, Pudignowe i Witnica) oraz dóbr komandorii w Myśliborzu, otrzymują potwierdzenie posiadania komandorii chwarszczańskiej wraz z dziesięcioma wsiami (Bogusław, Carkzowe?, Cychry, Dargomyśl, Dębno, Gudzisz, Krześnica, Nyvik?, Oborzany, Sarbinowo). Formą zadośćuczynienia jest dodatkowo wieś Kaleńsko w ziemi kostrzyńskiej, będąca wcześniej w posiadaniu rycerskim[12]
- 1300 – wzmianka o istnieniu w Oborzanach parafii, do której należało również Dębno; zatem musiał już istnieć kościół, zbudowany prawdopodobnie z fundacji templariuszy; proboszczem był Herman, przełożony klasztoru w Myśliborzu
- 02.05.1312 – rozwiązanie zakonu templariuszy bullą Ad providam papieża Klemensa V
- 1312 – posiadłości templariuszy na obszarze Marchii zajmują margrabiowie brandenburscy
- 1318 – w układzie zawartym w Cremmen, negocjowanym przez przedstawicieli przeora niemieckiego Pawła z Modeny i Leonarda de Tiburtis, margrabiowie brandenburscy potwierdzają joannitom posiadanie dóbr templariuszy
- 02.04.1335 - w Chwarszczanach wymienia się joannitów jako właścicieli[13]
- 1373 – pod zwierzchnictwem Korony Czeskiej dynastii Luksemburgów
- 1402 – w Krakowie osiągnięto porozumienie w sprawie sprzedaży przez Luksemburgów wsi wraz z Nową Marchią Koronie Polskiej, jednakże ostatecznie region został sprzedany zakonowi krzyżackiemu
- pocz. XV w. – Oborzany zostają wymienione jako przynależne administracyjnie do dekanatu kostrzyńskiego w diecezji lubuskiej[5]
- 1433-34 – zbrojne najazdy dokonane przez wójta krzyżackiego Henryka von Rabenstein na dwór chwarszczański i konfiskata mienia komandorii
- 1434 - zaangażowanie w spór najwyższych władz świeckich i kościelnych kończy spór komandorii chwarszczańskiej z Zakonem krzyżackim wydaniem wyroku korzystnego dla joannitów.
- 1454/55 – po wybuchu wojny polsko-krzyżackiej Krzyżacy sprzedają wieś i region w celu pozyskania środków na prowadzenie wojny
- 1460 – wzmianka w dokumencie margrabiego Fryderyka II pod nazwą Obern; we wsi istnieje dwór joannitów
- 1535-1571 – za rządów Jana kostrzyńskiego Nowa Marchia staje się niezależnym państwem w ramach Świętego Cesarstwa Rzymskiego
- 1538 – margrabia Jan kostrzyński oficjalnie wprowadza na terenie Nowej Marchii luteranizm jako religię obowiązującą
- 15.06.1540 - komandoria Chwarszczany przejęta przez margrabiego Jana z Kostrzyna od joannitów, którzy zostają zmuszeni do przeniesienia konwentu do Świdwina. Oborzany należą do domeny w Dębnie.
- Wojna trzydziestoletnia (1618-1648) – wieś zniszczona w wyniku działań wojennych
- 1644 - do wsi sprowadzeni zostają nowi gospodarze i zagrodnicy
- 1696 - wieś liczy 18 gospodarzy i 11 zagrodników

- 1701 – powstanie Królestwa Prus

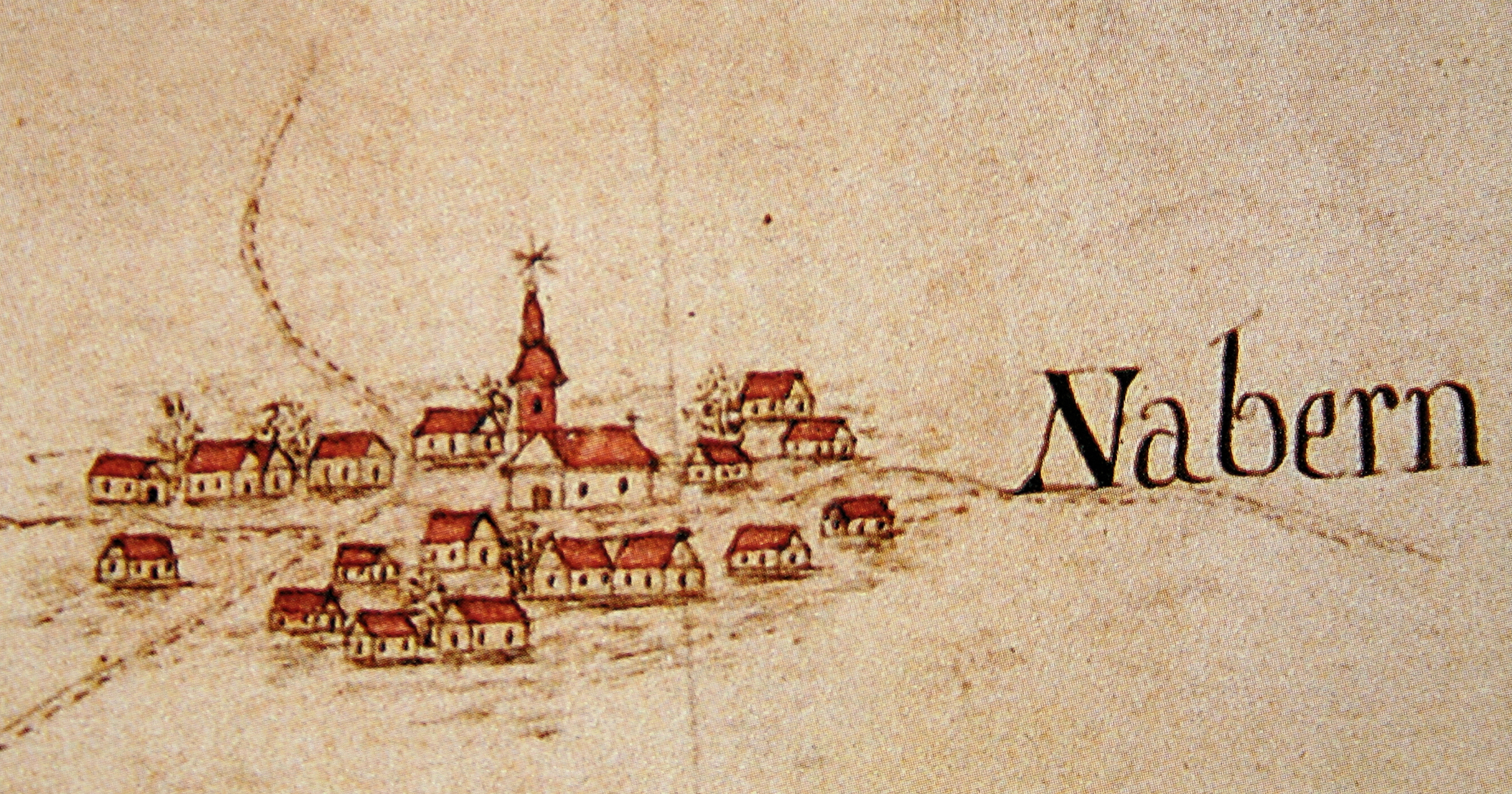
Widok Oborzan w 1772

- Wojna siedmioletnia (1756-1763) – wieś kilkukrotnie ograbiona przez wojska rosyjskie
- 1806-1807 – Nowa Marchia pod okupacją wojsk napoleońskich; na mocy traktatu w Tylży w dniu 12.07.1807 wojska francuskie opuszczają terytorium państwa pruskiego z wyjątkiem niektórych ważniejszych twierdz, pod warunkiem spłaty bądź zabezpieczenia nałożonej na Prusy kontrybucji wojennej
- 1807-1811 – reformy gospodarcze Steina- Hardenberga dotyczące zniesienia poddaństwa chłopów w Prusach.
- 1815-1818 – reformy administracyjne Prus zmieniają strukturę Nowej Marchii; wieś należy do powiatu Kostrzyn, w rejencji frankfurckiej, w prowincji brandenburskiej.

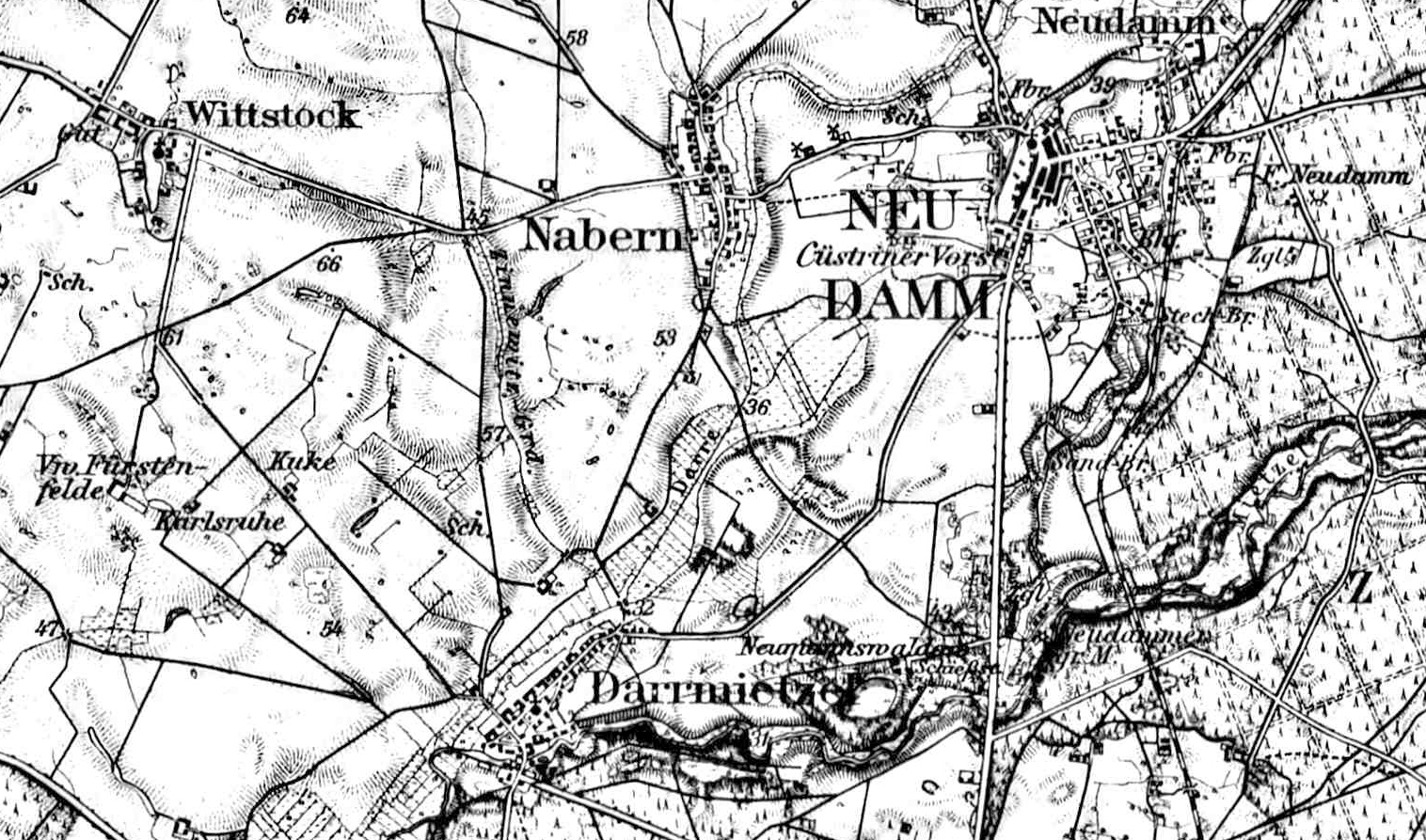
Mapa okolic Oborzan, 1895 rok

- 1836 (1839) – w związku z likwidacją powiatu Kostrzyn[14], wieś przechodzi do powiatu Chojna, w rejencji frankfurckiej, w prowincji brandenburskiej
- 1871-1918 – Oborzany wraz z Prusami w granicach zjednoczonej II Rzeszy Niemieckiej
- 1918 – wieś poważnie zniszczona w wyniku pożaru
- 04.02.1945 – zajęcie przez wojska 5 Armii 1 Frontu Białoruskiego[15]
- IX.1945 – uruchomiono szkołę podstawową
- 1950 – do szkoły podstawowej uczęszczało 54 uczniów, nauczał 1 nauczyciel, kierownikiem była Adolfina Ziółkowska
- 1975–1998 – miejscowość należy do województwa gorzowskiego
- 2000 – uchwałą Rady Miejskiej w Dębnie, zlikwidowano szkołę podstawową w Oborzanach
- 2004 – budowa kanalizacji sanitarnej

| Właściciel                                                                      | Lata                |
| ------------------------------------------------------------------------------- | ------------------- |
| Komes Włost (Włast)                                                             | do 1241 (lub 1243)  |
| Zakon Templariuszy                                                              | 1241(lub 1243)-1312 |
| Margrabiowie brandenburscy                                                      | 1312-1318           |
| Zakon Joannitów                                                                 | 1318-1540           |
| Margrabiowie brandenburscy, królowie Prus, państwo niemieckie [w domenie Dębno] | 1540-1945           |

## Zabytki
Decyzją Zachodniopomorskiego Wojewódzkiego Konserwatora Zabytków z dnia 18 czerwca 2021 wpisano do rejestru zabytków województwa zachodniopomorskiego  pod nrem A-413 obecnie nieużywany dawny cmentarz przykościelny wraz z jego kamiennym murem ogrodzeniowym i starodrzewem (kasztanowiec i lipa drobnolistna).

## Ludność
Liczba ludności w ostatnich 3 wiekach (wieś i majątek):

## Gospodarka
Struktura działalności gospodarczej w lutym 2007:
| Dział     | Ilość |
| --------- | ----- |
| Produkcja | 1     |
| Transport | 0     |
| Handel    | 3     |
| Usługi    | 3     |

W Oborzanach funkcjonuje 87 gospodarstw rolnych, nastawione są one na produkcję zbóż (żyto, owies, jęczmień i pszenica), uprawę warzyw oraz hodowlę trzody chlewnej i bydła. Jest to rolnictwo tradycyjne, brak jest gospodarstw nastawionych na produkcję ekologiczną.
Powierzchnia gospodarstw:
| Pow. w ha | Ilość |
| --------- | ----- |
| 1-5       | 60    |
| 5-10      | 16    |
| 10-20     | 6     |
| 20-50     | 2     |
| 50-100    | 2     |
| >100      | 0     |

## Organizacje i instytucje
- Sołectwo Oborzany – ogół mieszkańców wsi Oborzany stanowi Samorząd Mieszkańców Sołectwa.
- Stowarzyszenie Nasze Oborzany – rejestracja 11 września 2007[23].
- Koło Kultury i Tradycji Rodzinnych - założone w 1960 jako Koło Gospodyń Wiejskich; pierwszą przewodniczącą i założycielką była Wanda Pulka. W październiku 1999 zmieniono nazwę na obecną. Działa przy Stowarzyszeniu ART Forum w Dębnie.

## Edukacja
Dzieci uczęszczają do Szkoły Podstawowej nr 3 w Dębnie, młodzież do gimnazjum publicznego w Dębnie.
Szkoła podstawowa w Oborzanach powstała w październiku 1945 i mieściła się w budynku nr 80. Nauczycielem był wówczas Jan Łąk. W 1946 szkołę już 4-klasową (do 1960) przeniesiono do budynku nr 18, nauczycielami były Michalska i Rochozińska. W latach 50. XX w. odbudowano budynek nr 48 i do niego przeniesiono szkołę. Uczniowie wyższych klas (od 5.) dojeżdżali do Szkoły Podstawowej nr 2 w Dębnie. Szkołę w Oborzanach zlikwidowano w czerwcu 2000, zaś uczniów przeniesiono do Szkoły Podstawowej nr 3 w Dębnie.

## Atrakcje turystyczne
- Kościół św. Krzyża